# Fats Domino
Antoine Dominique "Fats" Domino (n. 26 februarie 1928, Orleans Parish⁠(d), Louisiana, SUA – d. 24 octombrie 2017, parohia Jefferson, Louisiana, SUA) a fost un muzician, compozitor, pianist și cantautor american.
Unul dintre pionierii muzicii rock and roll, Domino a vândut peste 65 de milioane de înregistrări. Între 1955 și 1960, Domino a avut unsprezece Ten Top hits.
Modul său umil de a se comporta, precum discreția și timiditatea sa pot fi un motiv important pentru care contribuția sa la genul muzical pe care l-a practicat cu mare talent a fost neglijat pentru mult timp.
De-a lungul întregii sale cariere, remarcabil de lungă, acoperind trei sferturi de secol, Domino a avut 35 de compoziții proprii în U.S. Billboard Top 40 și cinci din înregistrările sale (înainte de 1955) care au vândut mai mult de un milion de copii, fiind certificat aur (gold). Stilul său muzical era bazat pe structura tradițională a muzicii de tip rhythm and blues, având pianul ca instrument de bază, acompaniat de unul sau mai multe saxofoane, chitară bas, chitară electrică și tobe.
Lansarea înregistrării sale din 1949, compoziția "The Fat Man" (Grasul) este considerată a fi prima melodie rock'n'roll, care a fost vândută în peste un milion de copii, un adevărat record cu implicații deosebite. Unul din cele mai faimoase și recunoscute cântece ale sale este “Blueberry Hill” (Colina afinelor).